# Sphephelo Sithole
Sphephelo Sithole (Durban, 3 de marzo de 1999) es un futbolista sudafricano que juega en la demarcación de centrocampista para el Gil Vicente FC de la Primeira Liga.

## Selección nacional
Tras jugar con la selección de fútbol sub-17 de Sudáfrica, la sub-20 y la sub-23, finalmente hizo su debut con la selección absoluta el 9 de junio de 2022 en un encuentro de clasificación para la Copa Africana de Naciones de 2023 contra Marruecos que finalizó con un resultado de 2-1 a favor del combinado marroquí tras los goles de Youssef En-Nesyri y Ayoub El Kaabi para Marruecos, y de Lyle Foster para Sudáfrica.

## Clubes
| Club                    | País     | Año       | Partidos | Goles |
| ----------------------- | -------- | --------- | -------- | ----- |
| Belenenses Futebol SAD  | Portugal | 2019-2023 | 80       | 0     |
| CD Tondela              | Portugal | 2023-2024 | 27       | 2     |
| Gil Vicente FC (cedido) | Portugal | 2024-     | 2        | 0     |